# ویت کلود (میشیگان)
ویت کلود ، میشیگان (به انگلیسی: White Cloud, Michigan) یک شهر در ایالات متحده آمریکا با جمعیت ۱٬۴۰۸ نفر است که در میشیگان واقع شده‌است.

## موقعیت جغرافیایی
موقعیت جغرافیایی شهرها و مناطق اطراف به شرح زیر است: